# Championnat de France Superdivision de tennis de table 1992-1993
Navigation
Superdivision 1991-1992 Superdivision 1993-1994
| \| Levallois SC TT ACS Fontenay-sous-Bois SAG Cestas TT Élan Chevilly Montpellier Hommes USKB ASPTT Lille Métropole CAM Bordeaux Montpellier Femmes \| Localisation des clubs engagés dans le championnat. |
| Levallois SC TT ACS Fontenay-sous-Bois SAG Cestas TT Élan Chevilly Montpellier Hommes USKB ASPTT Lille Métropole CAM Bordeaux Montpellier Femmes                                                           |

La deuxième édition de la Superdivision a été remporté par Levallois chez les hommes qui conserve son titre pour la 6e année consécutive et par Montpellier-Le Crès (à la différence particulière) chez les femmes. Il s'agit pour ces dernières du premier titre de leur histoire, elles qui ont également atteint la finale de la Coupe d'Europe Nancy-Evans pour la première fois de l'histoire du tennis de table féminin français. Dijon et Fontenay, promus chez les hommes et le SMEC Metz et le CAM Bordeaux sont sportivement relégués en Nationale 1 à l'issue de la saison.

## Championnat Masculin
- Classement à la 7e journée (sur 10)

| Cl | Équipes             | Pts | J | V | D |
| -- | ------------------- | --- | - | - | - |
| 1  | Levallois SC TT     | 21  | 7 | 7 | 0 |
| 2  | Montpellier-Le Crès | 13  | 7 | 3 | 4 |
| 3  | SAG Cestas TT       | 13  | 7 | 3 | 4 |
| 4  | Élan Chevilly       | 13  | 7 | 3 | 4 |
| 5  | ACS Fontenay TT     | 11  | 7 | 2 | 5 |
| 6  | Dijon               | 7   | 7 | 0 | 7 |

## Championnat Féminin
| Cl | Équipes               | Pts | J  | V | D |
| -- | --------------------- | --- | -- | - | - |
| 1  | Montpellier TT        | 28  | 10 | 9 | 1 |
| 2  | US Kremlin Bicêtre    | 28  | 10 | 9 | 1 |
| 3  | ASPTT Lille Métropole | 20  | 10 | 5 | 5 |
| 4  | ASPTT Lyon            | 16  | 10 | 3 | 7 |
| 5  | CAM Bordeaux          | 16  | 10 | 3 | 7 |
| 6  | SMEC Metz             | 12  | 10 | 1 | 9 |

## Source
- Journal "L'Humanité" du Jeudi 13 février 1993 pour la SD Hommes
- Journal "L'Humanité" du Lundi 5 avril 1993 pour la SD Femmes